# Grace Marks
Grace Marks (née vers juillet 1828 en Ulster et morte après 1873) est une femme de chambre irlando-canadienne, impliquée dans le meurtre de son employeur, Thomas Kinnear, de Richmond Hill, en Ontario, et de sa gouvernante, Nancy Montgomery.
Sa condamnation pour le meurtre de Thomas Kinnear a suscité de nombreuses interrogations sur sa personnalité et sa véritable responsabilité pour ce crime.

## Biographie
Au début des années 1840, elle est âgée de 12 ans lorsqu'elle immigre au Canada en provenance d'Irlande du Nord avec ses parents et ses huit frères et sœurs. En effet, son père, tailleur de pierre, alcoolique et violent, ainsi que sa mère, ont décidé d'immigrer au Canada. Cette dernière décède durant la traversée. À son arrivée, Grace devient domestique au sein d'une famille bourgeoise. 

### Affaire criminelle
Thomas Kinnear était un gentleman-farmer qui vivait sur la rue Yonge, au nord du village de Richmond Hill. Il entretenait une liaison avec sa gouvernante Nancy Montgomery.
Le 18 juillet 1843, Thomas Kinnear et Nancy Montgomery sont assassinés par un domestique James McDermott. Thomas Kinnear a été tué par balle, alors que Nancy Montgomery a été frappée à la tête avec une hache et ensuite étranglée avant d'être démembrée et cachée sous une baignoire. L'autopsie révéla qu'elle était enceinte au moment de sa mort.
Grace Marks et James McDermott tentent de s'enfuir aux États-Unis, mais sont arrêtés à Lewiston, dans l'État de New-York, puis ramenés à Toronto.
Le procès de Grace Marks et McDermott a été largement relayé par la presse canadienne du XIXe siècle, ce qui a contribué à diviser l'opinion publique sur le véritable rôle de Grace Marks dans cette affaire. Les deux accusés ont été condamnés à mort pour le meurtre de Thomas Kinnear tandis que le meurtre de Nancy Montgomery a été jugé secondaire. James McDermott fut pendu tandis que le jury condamna Grace Marks à une peine de prison à vie, au lieu de la peine de mort en raison de son jeune âge.
Grace Marks purgera une peine de trente ans. Elle effectuera un bref passage en asile psychiatrique. Elle obtient sa grâce en 1872.

## Adaptation
En 1996, Margaret Atwood consacre son roman Captive au personnage de Grace Marks. Elle y décrit particulièrement les conditions de vie des domestiques et plus précisément des femmes durant le XIXe siècle et la prédominance de la hiérarchie des classes. La version romancée de l'auteure intègre le personnage Dr Simon Jordan, spécialiste des maladies mentales, explorant ainsi les théories prévalant au milieu du XIXe siècle à propos de la maladie mentale, la fascination du public pour le spiritisme, l'intérêt des médecins pour le somnambulisme, la « neuro-hypnose » et la signification des rêves.
En 2017, le roman est adapté à travers une mini-série télévisée Captive), diffusée sur Netflix, créée par Mary Harron et interprété par l'actrice Sarah Gadon.